# Polk Laffoon

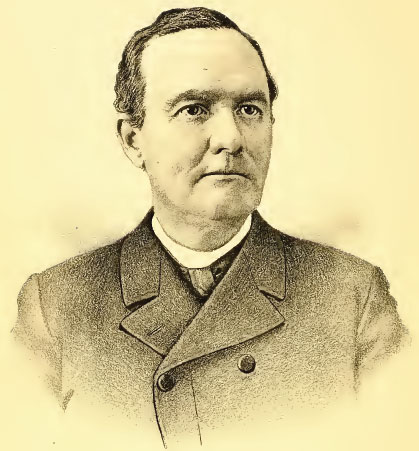
Polk Laffoon

Polk Laffoon (* 24. Oktober 1844 bei Madisonville, Kentucky; † 22. Oktober 1906 ebenda) war ein US-amerikanischer Politiker. Zwischen 1885 und 1889 vertrat er den Bundesstaat Kentucky im US-Repräsentantenhaus.

## Werdegang
Polk Laffoon besuchte die öffentlichen Schulen seiner Heimat. Während des Bürgerkrieges war er Soldat im Heer der Konföderation. Dabei geriet er zweimal Gefangenschaft. Nach Kriegsende war er zwei Jahre lang als Lehrer tätig. Nach einem anschließenden Jurastudium und seiner 1867 erfolgten Zulassung als Rechtsanwalt begann er in Madisonville in diesem Beruf zu arbeiten. Zwischenzeitlich wurde er auch Staatsanwalt im Hopkins County.
Laffoon war Mitglied der Demokratischen Partei. Bei den Kongresswahlen des Jahres 1884 wurde er im zweiten Wahlbezirk von Kentucky in das US-Repräsentantenhaus in Washington, D.C. gewählt, wo er am 4. März 1885 die Nachfolge von James Franklin Clay antrat. Nach einer Wiederwahl im Jahr 1886 konnte er bis zum 3. März 1889 zwei Legislaturperioden im Kongress absolvieren. Ab 1887 war er Vorsitzender des Ausschusses zur Kontrolle der Ausgaben des Kriegsministeriums. Im Jahr 1888 verzichtete Laffoon auf eine erneute Kandidatur. In den folgenden Jahren praktizierte er wieder als Anwalt. Er starb am 22. Oktober 1906 in seinem Heimatort Madisonville.